# Poppendorf (Meklemburgia-Pomorze Przednie)
Poppendorf – miejscowość i gmina w Niemczech,  w kraju związkowym Meklemburgia-Pomorze Przednie, w powiecie Rostock, wchodząca w skład związku gmin Carbäk.